# زبان دختر
در زبان‌شناسی تاریخی، زبان دختر یا زبان نواده زبانی است که از زبانی دیگر، زبان مادر خود، از طریق فرایند ژنتیکی پدید آمده‌است. اگر بیش از یک زبان از همان نیازبان یا «زبان مادر» ایجاد شده باشد، گفته می‌شود که این زبان‌ها خواهر و اعضای یک خانواده زبانی هستند. این مفاهیم با مدل درختی تکامل زبانی مرتبط است، که در آن روابط بین زبان‌ها با روابط بین اعضای یک درخت خانواده مقایسه می‌شود. این مدل گوناگونی زبان‌ها را از یک منبع مشترک به تصویر می‌کشد.
استعاره از رابطه مادر و دختر می‌تواند منجر به برداشت غلط از تاریخ زبان شود، زیرا زبان‌های دختر ادامه مستقیم زبان مادری هستند که با روند دگرگونی تدریجی متمایز شده‌اند. زبان‌ها موجودات جداگانه‌ای نیستند که از والدینی که سرانجام می‌میرد، متولد شده باشند.